# Red Lake Falls, Minnesota
Red Lake Falls là một thành phố thuộc quận Red Lake, tiểu bang Minnesota, Hoa Kỳ. Năm 2010, dân số của thành phố này là 1427 người.

## Dân số
- Dân số năm 2000: 1590 người.
- Dân số năm 2010: 1427 người.